# Bo Bergstrand
Bo "Bosse" Bergstrand, född 10 juni 1946, död 10 november 1993, var en svensk dramatiker, teaterregissör, skådespelare och röstskådespelare.

## Filmografi
- 1983 – Drakar & Demoner (TV-serie) (svensk röst)
- 1984 – Ronja Rövardotter (Joen)
- 1987 – Teenage Mutant Ninja Turtles (Michelangelo, svensk röst under säsong 1 och 2)
- 1990 – Bernard och Bianca i Australien (Krebbs, svensk röst)

## Teater
- 1971 - Alfred, Bobo och jag - Malmö stadsteater - dramaturg[2]
- 1972 - Röde orm - Kulturhuset, Stockholm - skådespelare, dramaturg, scenograf, dockmakare[3]
- 1972 - Klumpen - Kulturhuset, Stockholm - skådespelare, dramaturg, regissör, scenograf, dockmakare[3]
- 1977 - Ballongen spricker - Malmö stadsteater - dramaturg[2]
- 1977 - Krukan är tom - Malmö stadsteater - dramaturg[2]